# 能登川郵便局
能登川郵便局（のとがわゆうびんきょく）は、滋賀県東近江市にある郵便局。民営化前の分類では、集配普通郵便局だった。

## 沿革
- 2007年（平成19年）10月1日 - 民営化に伴い、併設された郵便事業八日市支店能登川集配センターに一部業務を移管。
- 2012年（平成24年）10月1日 - 日本郵便株式会社発足に伴い、郵便事業八日市支店能登川集配センターを能登川郵便局に統合。

## 取扱内容
- 郵便、印紙、ゆうパック、内容証明
- 貯金、為替、振替、振込、国際送金、国債、投資信託
- 生命保険、バイク自賠責保険、がん保険、引受条件緩和型医療保険
- ゆうちょ銀行ATM
- 東近江市一部域（旧能登川町域）の集配業務

## 風景印
- 図案は承水溝のヨシ地と江州音頭、局名表記は「滋賀　能登川」（能登川は縦書き）
- 使用開始日は1985年（昭和60年）11月1日